# Slottet i Fontainebleau

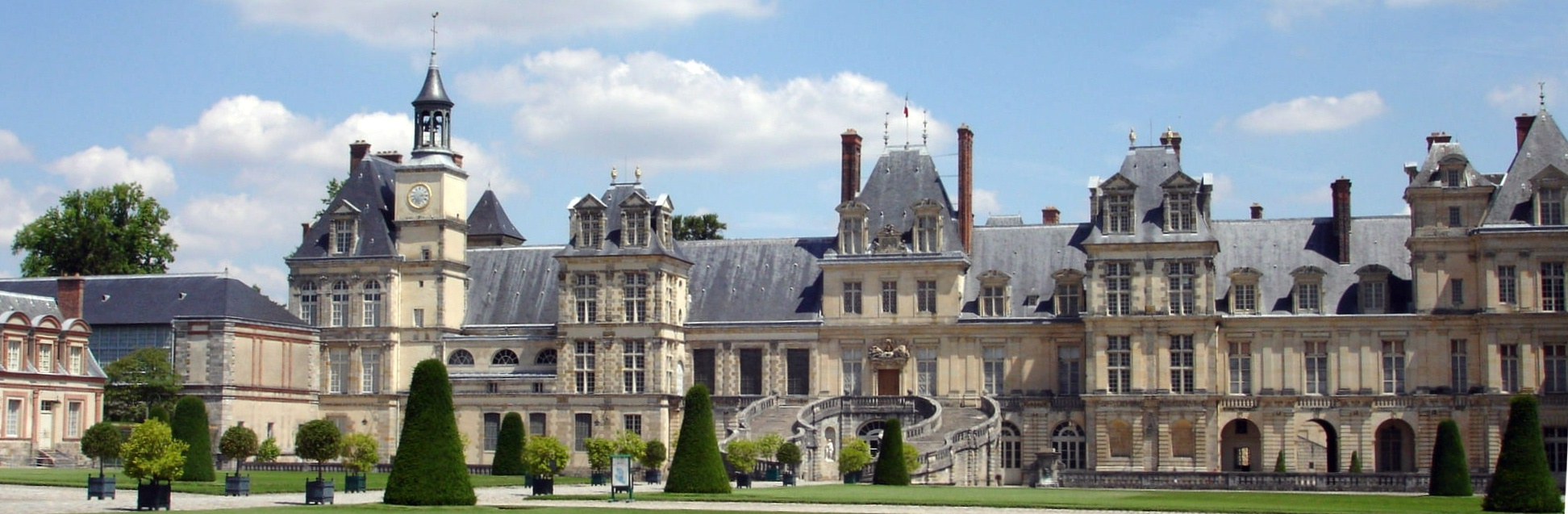
Framsidan av slottet i Fontainebleau

Slottet i Fontainebleau (franska Château de Fontainebleau) i departementet Seine-et-Marne är det största av de kungliga slotten i Frankrike. Slottet uppfördes av kung Frans I. Staden Fontainebleau har vuxit upp kring slottet i Fontainebleauskogen, tidigare jaktmark.
Slottet, som det har formats till idag, är ett arbete under många kungar som har fortsatt på Frans I:s struktur. Byggnaden omger flera gårdar.

## Fontainebleaustilen
Slottet introducerade den italienska manierismstilen som dekoration i interiören och i trädgårdarna och översatte stilen till en fransk version. Den franska manierismstilen är känd som Fontainebleaustilen som kombinerade skulpturer, metallarbeten, målningar, stuckatur och träarbeten. Utomhus känns stilen igen på gångar som omges av planteringar och häckar (parterre). Fontainebleaustilen kombinerade målningar på modellerad gips där ramarna behandlades som om de vore gjorda av läder eller papper, ihoprullade i slingor som kombinerades med arabesk och groteskornamentik.
Fontainbleaus kvinnliga skönhetsideal är manieristiskt. Ett litet huvud på en lång hals, överdrivet långa överkroppar och ben samt små höga bröst, vilket är likt de sengotiska skönheterna. De nya verken i Fontainebleau återgavs i förädlade och detaljerade gravyrer som cirkulerade bland kännare och konstnärer. Genom Fontainebleauskolans gravyrer överfördes den nya stilen till andra nordeuropeiska platser, framförallt Antwerpen men även till Tyskland och London.

## Historia

### Ludvig VII
Det gamla slottet på platsen användes under den senare delen av 1100-talet av Ludvig VII som vigde kapellet åt Thomas Becket. Fontainebleau var Filip II Augusts och senare Ludvig IX:s favoritresidens. Skaparen av den nuvarande huvudbyggnaden var Frans I under vilken arkitekten Gilles le Breton uppförde de flesta byggnaderna inom Cour Ovale (ovala gården), inklusive Porte Dorée, den södra entrén. Kungen bjöd även in arkitekten Sebastiano Serlio och konstnären Leonardo da Vinci.

### Frans I och Henrik II

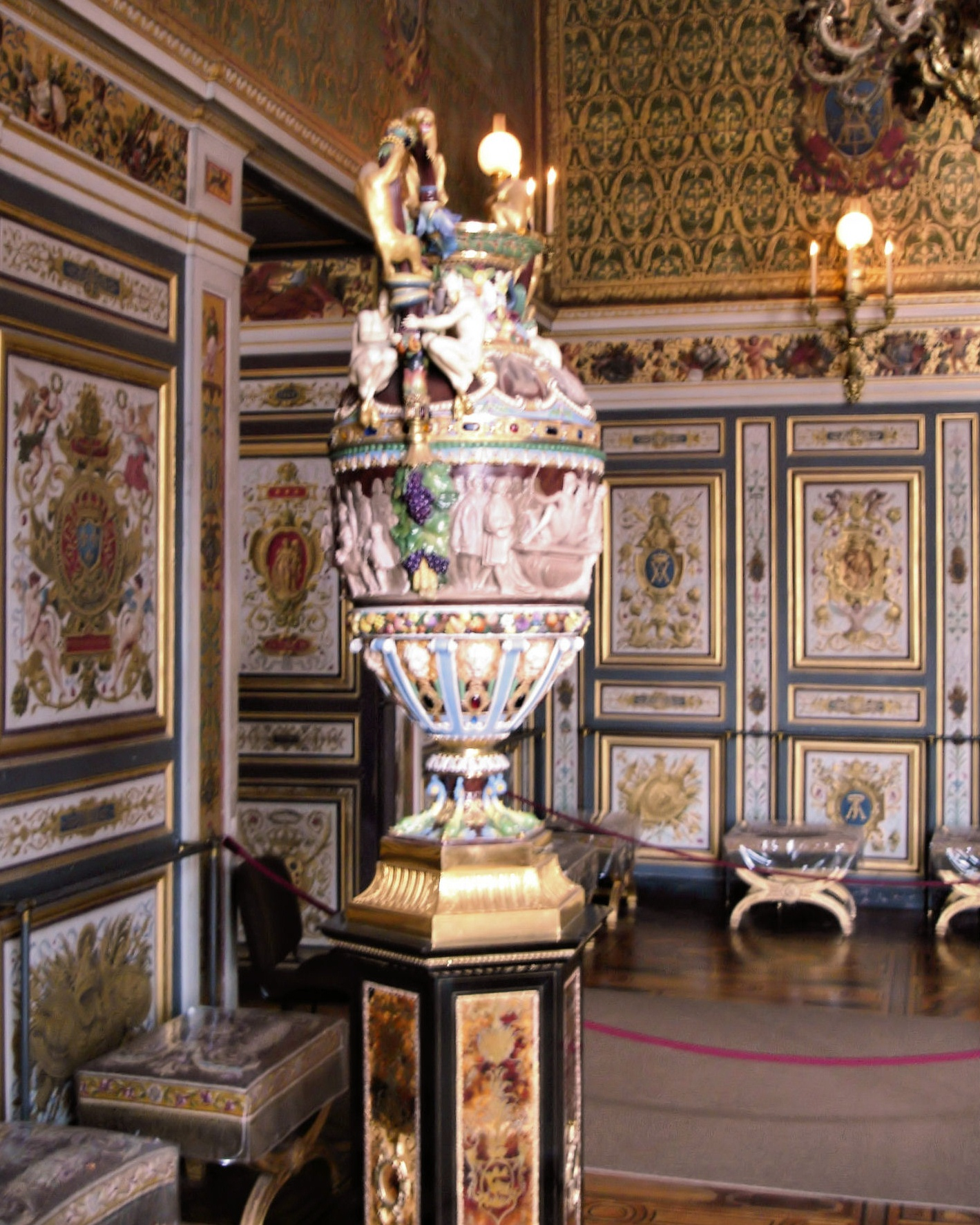

"Frans I:s galleri" med sina fresker inramade i stuckatur av Rosso Fiorentino mellan 1522 och 1540 var det första stora dekorerade galleriet som byggdes i Frankrike. Många anser att Fontainebleau införde renässansen i Frankrike. Salle des Fêtes, som beställdes av Henrik II dekorerades av de italienska manieristerna Francesco Primaticcio och Niccolò dell'Abate. Benvenuto Cellinis "Nymfen på Fontainebleau" som målades speciellt för slottet finns numera på Louvren.
Andra stora arbeten utfördes av Henrik II och Katarina av Medici som anlitade arkitekterna Philibert Delorme och Jean Bullant.

### Henrik IV
Till det Fontainebleau som Frans I och Henrik II hade byggt lade Henrik IV den gård som bär hans namn. Cour des Princes (Prinsarnas gård) med det intilliggande Galerie de Diane de Poitiers och Galerie des Cerfs användes som bibliotek. Dekoratörerna inom Fontainbleaus andra skola var mindre ambitiösa än de ursprungliga och utgick från dessa objekt. Henrik IV anlade en 1200 meter lång kanal i skogsparken och beställde plantering av tallar, almar och fruktträd.

### Franska revolutionen och Napoleon Bonaparte

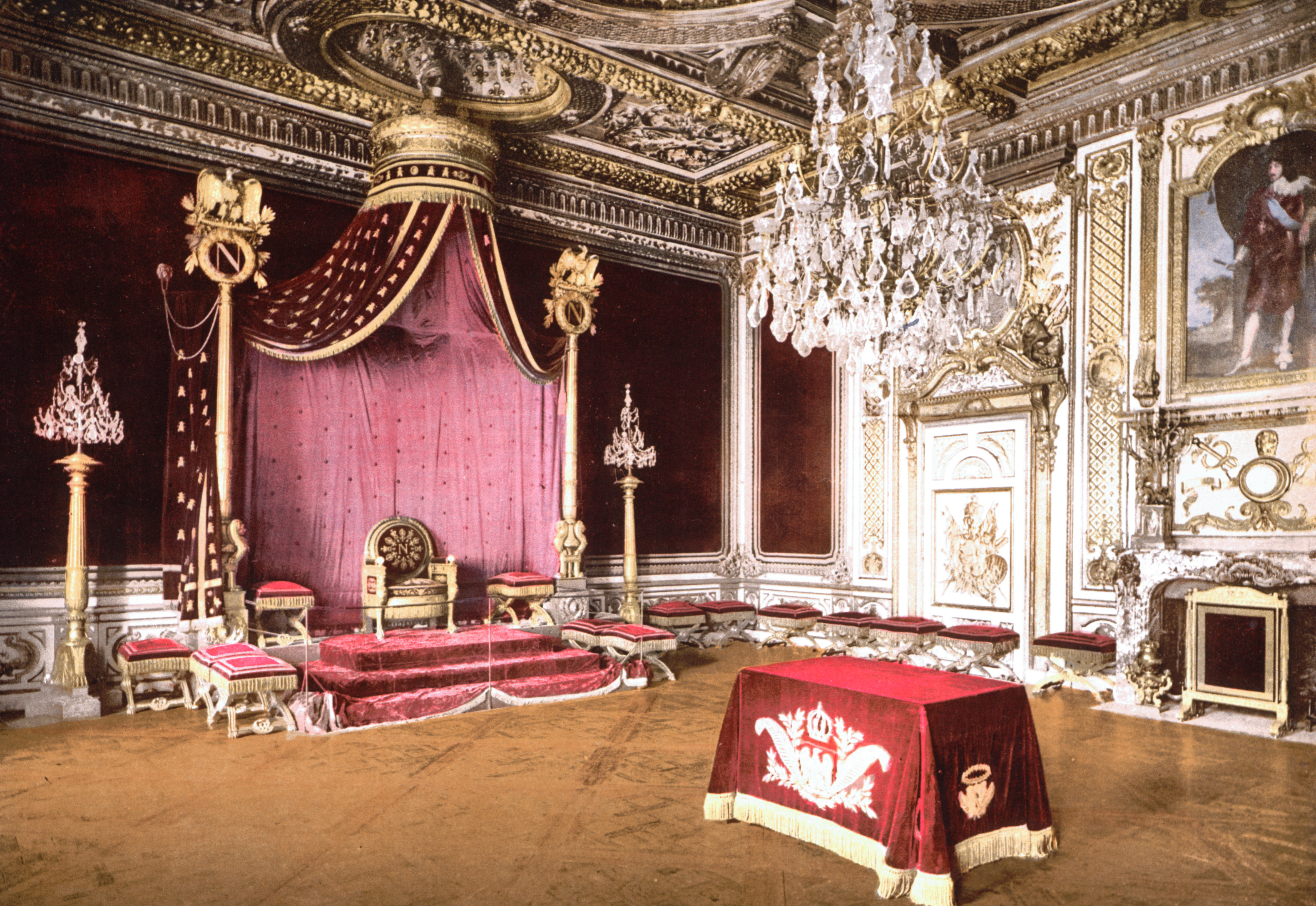
Kungatronen

300 år senare hade underhållet på slottet eftersatts och under den franska revolutionen stals en stor del av möblerna. Det som återstod såldes under den långa revolutionsförsäljningen av innehållet i alla kungliga slott för att säkerställa att bourbonerna inte skulle kunna återvända till sina egendomar.
Trots det började Napoleon Bonaparte inom ett decennium att forma slottet till en symbol för sin storhet, som ett alternativ till slottet i Versailles med dess bourbonska betydelse. På Fontainebleau sade Napoleon farväl till sitt garde och gick i exil 1814. Med vissa förändringar av slottets struktur, inklusive den kullerstensbelagda entrén som var tillräckligt bred för hans hästekipage hjälpte Napoleon till att skapa slottet som det ser ut idag. På Fontainebleau bildades det andra franska kejsardömet av hans brorson Napoleon III.

### Kungliga gäster
Filip IV, Henrik III och Ludvig XIII föddes alla på slottet och den förstnämnde dog där. Drottning Kristina bodde i slottet 1657, tre år efter sin abdikering 1654. Det var där som hon, den 10 november 1657 lät avrätta sin förste hovstallmästare Gian Rinaldo Monaldesco. 1685 signerades ediktet i Fontainebleau som upphävde ediktet i Nantes (1598). Bourbonnernas kungliga gäster inkvarterades på Fontainebleau, bland andra Peter den store och Kristian VII av Danmark. Under Napoleons tid bodde påve Pius VII på slottet 1804 när han kom för att viga Napoleon och 1812–1814 när han var Napoleons fånge.